# Batalla de Tayacoba
La batalla de Tayacoba fue un intento frustrado estadounidense que tenía como objetivo el suministro de avituallamiento y refuerzos para los indepentistas cubanos en el contexto de la guerra hispano-estadounidense. Expulsados del puerto de Cienfuegos, los estadounidenses mandaron al buque USS Florida con 800 hombres preparados para el desembarco previsto para el 30 de junio.

## Batalla
Antes del inicio del desembarco de tropas y material, un pequeño pelotón de reconocimiento fue enviado para explorar los alrededores. Después de haber cruzado la playa e internarse en la jungla, fueron descubiertos por una patrulla española. Inmediatamente el pelotón estadounidense empezó a recibir fuego enemigo. Con el avance bloqueado e incapaces de mantener la posición, el pelotón de reconocimiento se retiró a la playa. Las fuerzas locales españolas, que habían identificado las barcas estadounidenses, procedieron a destruirlas con artillería, quedando el pelotón aislado en la playa.
En el Florida, el teniente Johnson inició los preparativos para rescatar al pelotón bloqueado. Los primeros cuatro intentos fueron rechazados por la artillería española, pero el quinto, que se realizó por la noche y tripulado solo con cuatro hombres, consiguió rescatar a los supervivientes.
Cuando se acabó la labor de rescate, el Florida abandonó la bahía de Tayacoba.